# Steve Kapuadi
Steve Kapuadi (Saint-Denis, Francia, 30 de abril de 1998) es un futbolista francés nacionalizado congoleño que juega de defensa en el Legia de Varsovia de la Ekstraklasa polaca.

## Trayectoria
Nacido en Saint-Denis, Isla de Francia, Steve Kapuadi jugó de pequeño en Le Mans y Angers antes de emigrar a Bélgica para competir en las categorías inferiores del Zulte Waregem. En 2016 fichó por el KAA Gante, uno de los clubes más destacados del fútbol belga, permaneciendo en el equipo filial hasta 2019. Ese mismo año se traslada a Eslovaquia para unirse al Inter Bratislava, club con el que registró diez apariciones en la 3. liga, tercera categoría del sistema de ligas eslovaco. Durante el mercado de transferencias de invierno de la temporada 2019-20, Kapuadi fue fichado por el AS Trenčín de la Superliga de Eslovaquia. Su debut en la primera división tuvo lugar el 15 de febrero de 2020, en la contundente victoria por 8 a 1 al Zemplín Michalovce en el Štadión pod Dubňom de Žilina, estadio donde el Trenčín jugaba temporalmente sus partidos como local debido a la remodelación de su terreno de juego, el Štadión na Sihoti. Fue titular y disputó los 90 minutos como defensa central, acompañando a Richard Križan. Kapuadi continuó siendo un regular en el once inicial durante el resto de la temporada, acumulando 22 partidos con el Trenčín.
El 2 de junio de 2022, el futbolista francés fue anunciado como nueva incorporación del Wisła Płock de la Ekstraklasa de Polonia, firmando un contrato por un año y medio con opción de extensión hasta junio de 2025. Su primera aparición con el club mazoviano se produjo el 17 de julio de 2022, en la victoria en casa por 3-0 ante el Lechia Gdańsk, y su primer gol como profesional el 31 de agosto del mismo año, abriendo el marcador en el minuto ocho del partido durante la primera ronda de la Copa de Polonia, encuentro que culminó en victoria a domicilio por 1-3 contra el Skra Częstochowa.
Tras el descenso del Wisła al finalizar la temporada 2022-23, su buen rendimiento atrajo la atención del vigente vencedor de Copa y Supercopa de Polonia, el Legia de Varsovia, equipo que se hizo con los servicios del jugador el 22 de agosto de 2023, firmando con el club legionario hasta 2025. Su traspaso estuvo cifrado en 450 000 euros. Su debut con el club Wojskowi tuvo lugar el 3 de septiembre de 2023 frente al Widzew Łódź. Kapuadi marcó su primer gol en liga el 27 de septiembre del mismo año, en la victoria a domicilio por 3-4 contra el Pogoń Szczecin, anotando el tanto de la victoria en el minuto 84.

## Selección nacional
Kapuadi nació en Francia y es de ascendencia congoleña. El 8 de mayo de 2025 recibió su primera convocatoria con la selección nacional de la República Democrática del Congo para los partidos amistosos contra Mali y Madagascar.

## Palmarés

### Títulos nacionales
| Título               | Club              | País    | Año  |
| -------------------- | ----------------- | ------- | ---- |
| Copa de Polonia      | Legia de Varsovia | Polonia | 2025 |
| Supercopa de Polonia | Legia de Varsovia | Polonia | 2025 |